# Nicolas de Crécy
Nicolas de Crécy, född 29 september 1966 i Lyon i Frankrike, är en fransk serieskapare. Han avslutade sina studier vid konstskolan i Marseille 1984 och började sedan på serieskolan i Angoulême, där han slutade 1987. 
Efter detta arbetade han två år vid den franska Disneystudion. Under tiden han arbetade där skapade han serien Foligatto tillsammans med en av sina före detta klasskamrater på skolan i Angoulême, Alexios Tjoyas. Albumet kom ut på Les Humanoïdes Associés 1991. Foligatto är en surrealistisk berättelse om en kastratsångare i 1700-talets Italien. Albumet gjorde att Nicolas de Crécy snabbt blev en av de populäraste franska unga serieskaparna.
Tillsammans med en annan klasskamrat från Angoulême, Sylvain Chomet, skapade han Léon la Came – en satir över det postindustriella samhället och de nyliberala vansinnigheterna. Första albumet utkom på Casterman 1995 efter att ha gått som följetong i (À Suivre). Det andra albumet i serien utkom 1997, och för detta fick de l'Alph-Art för bästa album på seriefestivalen i Angoulême 1998.
Nicolas de Crécy samarbetade vidare med Sylvain Chomet. När Sylvain Chomets kortfilm La Vieille dame et les pigeons hade premiär 1998 fick Crécy bara erkännande för designen av utsmyckningarna i filmen, fast att det var tydligt att filmen är mycket påverkad av Crécys stil. När Chomets långfilm Trion från Belleville hade premiär 2003 var det tydligt att Chomet helt enkelt hade kopierat Crécys stil, utan att nämna hans namn, och bråk uppstod mellan de båda.